# Finger-Nase-Versuch
Der Finger-Nase-Versuch ist ein Schritt in der klinischen Untersuchung des Nervensystems, mit dem die Zielbewegungen der oberen Extremitäten als Teil der Koordinationstests überprüft werden.

## Durchführung
Der Untersuchte führt den Zeigefinger des zuvor ausgestreckten Armes in bogenförmiger Bewegung bei geschlossenen Augen zur Nasenspitze.
Der Test lässt sich sehr gut an den Versuch nach Romberg anschließen.

## Ergebnisse
- Eumetrie – Ziel wird getroffen.
- Hypermetrie – Bewegung geht über das Ziel hinaus
- Intentionstremor – zunehmendes Zittern bei Annäherung ans Ziel
- Hypometrie – Ziel wird nicht (ganz) erreicht

Hypermetrie und Intentionstremor sind hinweisend für eine Funktionsstörung des Kleinhirns,
die Hypometrie meist Folge einer Lähmung des jeweiligen Arms.